# Aylesbury
Aylesbury es la capital del condado de Buckinghamshire en el sur este de Inglaterra. Posee una población de 65 000 habitantes (censo de 2001) y forma parte del cinturón de ciudades satélites de Londres.

## Historia
El nombre del pueblo (Aylesbury, pronunciado /ˈeɪəlzbri/) es de origen anglo-sajón, si bien algunas excavaciones en el centro del pueblo realizadas en 1985 encontraron un fuerte de la edad de hierro fechado aproximadamente en el 650 a. C. El pueblo se ubica sobre un afloramiento de rocas calizas portland, lo que le permite tener una posición prominente en el paisaje circundante, que está formado principalmente de arcilla. Aylesbury era un importante mercado en tiempo de los anglosajones, además de ser famoso por ser el sitio en el que reposan los restos de San Osyth, cuyo santuario atraía peregrinos. La iglesia de Santa Maria, de estilo gótico perpendicular (que posee numerosas modificaciones posteriores), es probable que haya sido construida sobre los restos de una cripta sajona. Durante la conquista normanda de Inglaterra, el rey se apropió de los dominios de Aylesbury para sí, y por ello está en la lista de propiedades reales en el Domesday Book de 1086.
En 1450, John Kemp, arzobispo de York, fundó allí una institución religiosa llamada el Gremio de Santa María (Guild of St. Mary), que se convirtió en un punto de encuentro para dignatarios locales y fue también un semillero de intrigas políticas a nivel nacional. El Gremio fue influyente sobre todo en la etapa final de la Guerra de las Dos Rosas. El edificio aún se conserva y es actualmente una casa de caridad.
El edificio de la Aylesbury Manor pasó por varios propietarios y llegó por herencia materna a ser propiedad de Thomas Boleyn, padre de Ana Bolena. En 1529 el rey Enrique VIII nombró a esta ciudad capital del condado de Buckinghamshire, en sustitución de Buckingham, según se rumoreaba para ganarse el favor de la familia de Bolena.
Durante la guerra civil inglesa, la ciudad se declaró a favor del parlamento. Como en muchas ciudades mercado había un profundo sentimiento puritano. En 1642 se libró una batalla que ganaron las fuerzas parlamentarias. Su proximidad a Great Hampden, hogar de John Hampden, hizo que los ciudadanos lo consideraran un héroe local. 
El 18 de marzo de 1664 se creó el título de conde de Ailesbury, que fue concedido a Robert Bruce, segundo conde de Elgin, un noble escocés. 
En el siglo XIX, la ciudad acogió el rey francés Luis XVIII, que escogió este lugar para vivir durante su exilio (1810 a 1814). La mansión Hartwell, donde residió, es un edificio de estilo jacobita que aún se conserva. La esposa del rey, María Josefina de Saboya, murió en 1810 y fue enterrada en la capilla de la mansión.
En 1963 los tribunales de Aylesbury acogieron el juicio a los responsables del célebre asalto al tren postal de Glasgow-Londres, conocido en la época como el "robo del siglo", que fue llevado a cabo en un puente a 10 km de la ciudad.

## Demografía
Según los estudios demográficos de 2011, la población pasó de los 28 000 habitantes en la década de 1960 a más de 58 000, ya que muchos londinenses se trasladaron a vivir allí en las últimas décadas debido a la cercanía de la capital (58 km) y a la calidad de vida de la zona. Gran parte de la ciudad se demolió en los años 1950-1960 para sustituir los edificios en mal estado de los siglos XVI-XVIII por construcciones modernas mejor equipadas. En cuanto al área urbana, pasó de 69 021 habitantes censados en 2001 a 74 748 en 2011.
Según el estudio de la población de 2011, un 54,5 % de los residentes de Aylesbury declararon ser cristianos, un 26 % ateos, un 10 % musulmanes, un 1,5 % hinduistas y el 1 % de otros religiones; el 7 % no contestó.

## Economía
Tradicionalmente Aylesbury fue una ciudad mercado, ya que la calle principal formaba parte de la ruta hacia Londres y el suroeste del país. En 1477 se cultivaba trigo y se hacía harina que se vendía a los pueblos vecinos. La industria de la harina duró muchos años, y el último molino en cerrar lo hizo en 1990. El otro producto de la economía tradicional es el pato, con una variedad muy valorada en gastronomía que lleva el nombre de la ciudad, y es por eso que este animal forma parte de su escudo heráldico.
En 1560 se creó una industria manufacturera de agujas en el pueblo vecino de Long Crendon, donde fueron a trabajar personas de Aylesbury. En 1672 se creó una escuela de encaje de bolillos para que las chicas de familias pobres tuvieran un medio de subsistencia y el negocio fue próspero hasta que la gente en la época victoriana prefirió comprar puntas hechas a máquina. En 1764, Euclid Neale inauguró un taller de relojería, que en el siglo XVIII fue considerado el mejor del país.
En 1814, comenzó a funcionar la rama del Grand Union Canal que enlazaba con Marsworth (al este); este canal con agua del Támesis mejoró la industria local. Al mismo tiempo comenzaron las obras para poner en marcha otra rama que enlazaba con Wendover (al sur).

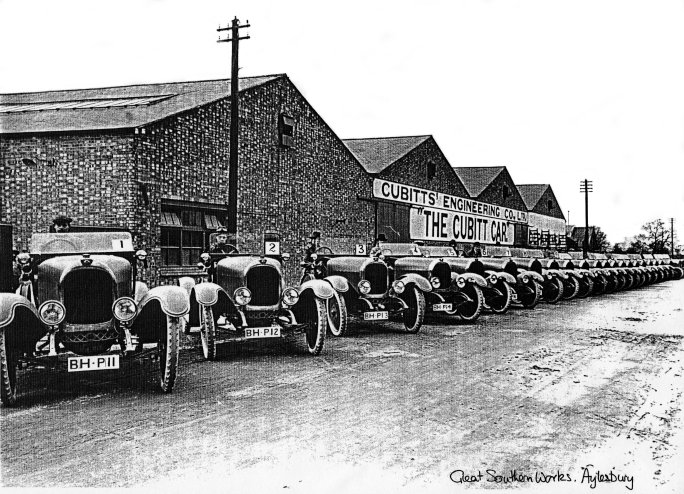
Fábrica Cubitt Car Factory, hacia 1922, en Aylesbury

Entre 1919 y 1925 la empresa Cubit Engineering Works abrió una importante fábrica de automóviles. En Aylesbury se llegaron a producir unas 3000 unidades pero la factoría tuvo que cerrar al no poder competir con los precios de los vehículos fabricados en Estados Unidos. A finales del siglo XX se instaló en la ciudad una importante editorial, Hazell, Watson and Viney, y una planta de procesado de productos lácteos de la multinacional Nestlé, que dieron trabajo a más de la mitad de la población.

## Ciudades hermanadas
- Bourg-en-Bresse (Francia)[7]